# Simulação médica

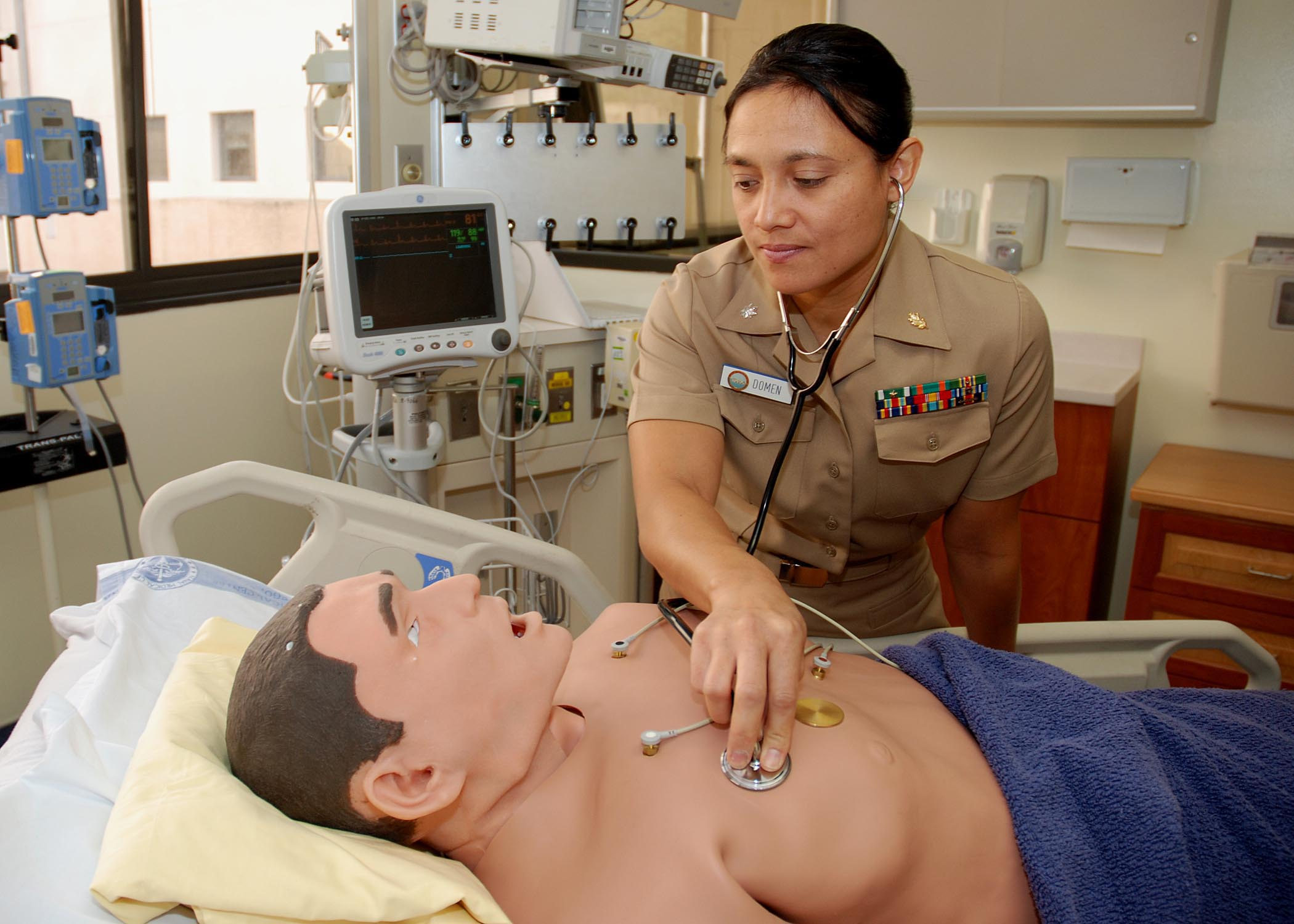

O ramo da simulação médica resulta da aplicação de modelos simuladores à educação e ao treinamento médicos, cujo objetivo principal é que, durante a formação dos profissionais da área, não precisem lidar diretamente com pacientes, humanos ou não, em seus estágios iniciais de aprendizagem. Muitos profissionais, no entanto, são céticos sobre as reais possibilidades de simulação, afirmando que casos como o de uma cirurgia, por exemplo, são muito complexos para serem simulados com precisão. Todavia, os avanços tecnológicos tornaram os simuladores médicos sofisticados e eles têm sido empregados cada vez em maior número nos cursos de medicina ao redor do globo.